# Mary Grey

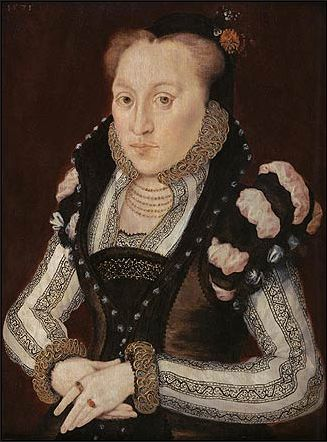
Lady Mary Grey

Mary Grey, eller Marie Grey,  född 1545, död 20 april 1578, var en engelsk tronföljare. Enligt Henrik VIII:s testamente var hon informellt tronföljare efter sin syster Catherine Grey mellan 1568 till 1578. 
Hon var tredje och yngsta dotter till Henry Grey, 1:e hertig av Suffolk och Frances Brandon, och yngre syster till Jane Grey och Catherine Grey. Hennes morföräldrar var Charles Brandon, 1:e hertig av Suffolk och Maria Tudor av England. Mary Grey hade en plats i tronföljden enligt Henrik VIII:s testamente, och spelade en roll i tronföljden efter Elisabet I. 

## Biografi
Marys äldsta syster, Jane, var utsedd som Edvard VI av Englands efterträdare, enligt ett testamente han skrev på sin dödsbädd. Edvard VI avled 6 juli 1553 och Jane utropades till drottning 10 juli. Edvard VI hade strukit sina äldre halvsystrar Maria , dotter till Henrik VIII med hans första drottning, Katarina av Aragonien, och  Elisabet, dotter till Henrik VIII med hans andra drottning Anne Boleyn, från successionsordningen. Detta godkändes inte av parlamentet och Jane avsattes och Maria blev drottning 19 juli 1553.  
Den avsatta drottningen avrättades 12 februari 1554 och Maria regerade fram till att hon dog en naturlig död 17 november 1558. Hon var Filip II av Spaniens första maka. Hon dog barnlös och efterträddes av sin yngre halvsyster Elisabet.
Elisabet var ogift och barnlös och Catherine Grey sågs som en möjlig tronföljare fram till sin död 1568. Detta gjorde att Mary Grey, som var Maria Tudors sista överlevande barnbarn, av vissa ansågs som vara en möjlig tronföljare. Mary Grey levde redan i husarrest, eftersom hon gift sig med den kunglige portväktaren  Thomas Keyes utan drottning Elisabets tillåtelse. Hon släpptes fri vid hans död 1572 och tilläts då och då besöka hovet.
Trots intrigerna kring systrarna, tycks inte Mary Grey ha gjort några allvarliga anspråk på tronen. Hon dog barnlös 33 år gammal. Mary Grey beskrevs som "fyra fot hög och puckelryggig" (122 cm). Hennes missbildning kan beskrivas som kyphosis.